# Epitranus nigriceps
Epitranus nigriceps är en stekelart som beskrevs av Boucek 1982. Epitranus nigriceps ingår i släktet Epitranus och familjen bredlårsteklar.
Artens utbredningsområde är Sri Lanka. Inga underarter finns listade i Catalogue of Life.